# Канлъбуджак
Канлъбуджак (на румънски: Colina) е село в окръг Тулча, Северна Добруджа, Румъния.

## История
Запазени са сведения за дейността на училищната организация в Добруджа с протокол от 30 юли 1878, където се посочват имената на местни български първенци, натоварени с уреждането на българските училища в Бабадагското окръжие. До 1940 година Канлъбуджак е с преобладаващо българско население, което се изселва в България по силата на подписаната през септември същата година Крайовската спогодба.